# Kijev
Kijev (ukrajinsko Київ, Kyjiv; rusko Киeв) je glavno in največje mesto Ukrajine. Leži v severno-osrednjem delu države ob reki Dneper (ukr. Dnipro). Po uradni oceni je imelo leta 2003 2.642.486 prebivalcev, 2020 pa že 3 milijone (metropolitansko območje 4 milijone).
Upravno je Kijev mesto s posebnim statusom, neodvisno od Kijevske óblasti, ki ga obkroža. Je tudi industrijsko, znanstveno, šolsko in kulturno središče Ukrajine ter eno najstarejših in najpomembnejših mest v Vzhodni Evropi.
V Kijevu je nacionalna univerza, poimenovana po Tarasu Ševčenku (Київський національний університет імені Тараса Шевченка), ki je tretja najstarejša v današnji Ukrajini (za Lvovom in Harkovom), poleg nje tudi univerza Borisa Grinčenka, Ukrajinska nacionalna akademija znanosti itd.

## Legenda
Po legendi so bili na svetu trije bratje: najstarejši Kji, srednji Šček in najmlajši Horiv in imeli so sestro Libid. Pluli so po Dnepru in naleteli na dober kraj. Tam so se naselili. Nekega dne se je Kji odpravil na ribolov, reka Dneper pa mu je rekla: »Kji, moj prijatelj, je tu postavil naselje, tako da bodo tam cerkve z zlatimi kupolami, mošeje s številnimi minareti in sinagoge neresničnih dimenzij, to je tvoja usoda«. Kji je ubogal reko in trije bratje in sestra Libid so mesto ustanovili in ga poimenovali po Kji – Kjiev (Kijev - to je kliše iz ruskega jezika). Po Ščeku in Hhorivu sta bila poimenovana dva hriba, v čast svoji sestri Libid poimenovali eno od rek v sodobnem Kijevu.

## Mednarodne povezave
Kijev ima uradne povezave (pobratena/sestrska mesta oz. mesta-dvojčki) z naslednjimi kraji po svetu:
| - Ankara - Atene - Beograd - Bruselj - Budimpešta - Chicago - Kišinjev - Dunaj - Edinburg - Erevan - Firence - Helsinki | - Krakov - Kjoto - Leipzig - Minsk - München - Odense - Pariz - Pereira - Pretorija - Riga - Rim | - Santiago de Chile - Sofija - Stockholm - Talin - Tampere - Tbilisi - Toronto - Toulouse - Varšava - Vuhan - Vilna |